# Matt Manning
Matthew George Manning, detto Matt (Elk Grove, 28 gennaio 1998), è un giocatore di baseball statunitense, che gioca nel ruolo di lanciatore per i Detroit Tigers della Major League Baseball (MLB).